# Benito Cereno
Benito Cereno es una película del año 1967 basada en la novela homónima de Herman Melville.

## Sinopsis
En 1799, en las costas del actual Chile, un ballenero estadounidense encuentra a un barco sudamericano en dificultades. El capitán norteamericano, Amasa Delano, aborda el barco español para prestar ayuda y se le cuenta que enfermedades y tormentas han diezmado a la tripulación y a los esclavos transportados. Pero ciertos detalles inquietan a Delano, quien tardará en descubrir lo ocurrido: los esclavos han tomado el control del buque, matado a muchos marinos y obligado al capitán Benito Cereno y el resto de la tripulación a llevarlos a las costas de África. Al aparecer Delano, los rebeldes fuerzan a los blancos a comportarse como si todavía estuvieran en control del buque.